# トリプルスリー

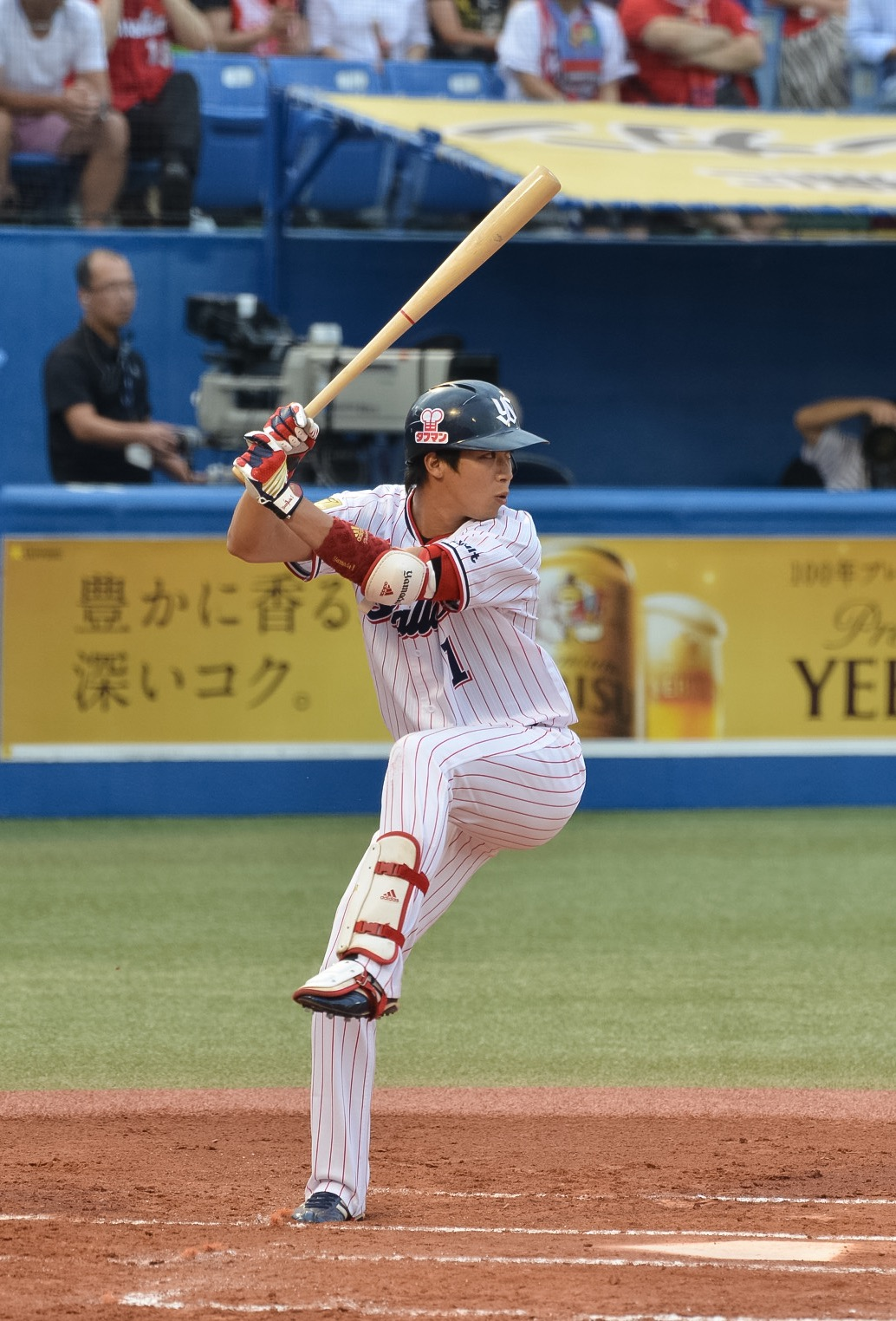
日本プロ野球史上初のトリプルスリー複数回達成者（3回）である山田哲人

トリプルスリー (Triple three) は、日本プロ野球において打者が同一シーズンに「打率3割・30本塁打・30盗塁」以上の成績を記録することを意味する用語であり、和製英語である。

## 概要
岩本義行、 別当薫 、中西太が達成した時代はトリプルスリーという言葉は存在せず、野球ファンに記録が注目を浴びるようになったのは1980年代からと言われており、1983年に簑田浩二が達成した際には野球雑誌などで取り上げられた。
野球の攻撃分野（打力、走力）において隙の無い好打者であることを証明するものとされ、これを目標とする打者も存在する。
川上哲治は1950年、長嶋茂雄は1958年に、いずれも本塁打1本の差でトリプルスリーを逃した。特に長嶋は、一塁を踏み忘れて「幻の本塁打」となった1本があったために記録を逃した。
2015年シーズンではソフトバンクの柳田悠岐とヤクルトの山田哲人の二人がトリプルスリーを達成した。日本プロ野球での達成者は2002年に松井稼頭央が達成して以来13年ぶりで、複数人達成は1950年に岩本と別当が達成して以来65年ぶりのことで話題となり、トリプルスリーは2015年ユーキャン新語・流行語大賞の年間大賞に選出された。その後山田は翌2016年、2018年にもトリプルスリーを達成。2年連続及び複数回のトリプルスリー達成は日本プロ野球史上初である。
アメリカでは、年間30本塁打と30盗塁の同時達成は"30-30"と呼ばれて高く評価される（30-30クラブの項を参照）ものの、これにさらに打率.300到達を加えた成績が特別視されることはなく、トリプルスリーという概念自体がほとんど知られていない。例えば英字新聞のジャパンタイムズが2000年の金本知憲の成績に言及した記事（共同通信社配信）では、"Triple Three" という表現は用いられずに ".300-30-30 player" （3割30本塁打30盗塁選手）と言い換えられていた。同じくジャパンタイムズが2015年の山田の成績に言及した記事（こちらも共同通信社配信）では "achieved what is known in Japan as the 'Triple Three'" （『トリプルスリー』と日本では呼ばれる成績を達成した）と、日本限定の基準であることが補足されていた。
スポーツライターの宇根夏樹は、トリプルスリーという名称の由来はバスケットボールの「トリプル・ダブル」ではないかと推測している。

## 達成者

### 日本プロ野球
| 名前       | 年     | 達成時の所属球団         | 打率 | 本塁打 | 盗塁 | 備考                                                |
| ---------- | ------ | ------------------------ | ---- | ------ | ---- | --------------------------------------------------- |
| 岩本義行   | 1950年 | 松竹ロビンス             | .319 | 39     | 34   | 38歳での達成は史上最年長記録                        |
| 別当薫     | 1950年 | 毎日オリオンズ           | .335 | 43     | 34   |                                                     |
| 中西太     | 1953年 | 西鉄ライオンズ           | .314 | 36     | 36   | 20歳での達成は史上最年少記録。                      |
| 簑田浩二   | 1983年 | 阪急ブレーブス           | .312 | 32     | 35   | 1980年にはNPB史上唯一の30本塁打30盗塁30犠打も記録。 |
| 秋山幸二   | 1989年 | 西武ライオンズ           | .301 | 31     | 31   |                                                     |
| 野村謙二郎 | 1995年 | 広島東洋カープ           | .315 | 32     | 30   | 左打者では初                                        |
| 金本知憲   | 2000年 | 広島東洋カープ           | .315 | 30     | 30   | 30号本塁打は最終戦で達成。                          |
| 松井稼頭央 | 2002年 | 西武ライオンズ           | .332 | 36     | 33   | 両打ちでは初。30二塁打同時達成も史上初。            |
| 山田哲人   | 2015年 | 東京ヤクルトスワローズ   | .329 | 38     | 34   | セントラル・リーグ史上最年少で達成。                |
| 柳田悠岐   | 2015年 | 福岡ソフトバンクホークス | .363 | 34     | 32   | 同年に2人目の達成者（65年ぶり2回目）。              |
| 山田哲人   | 2016年 | 東京ヤクルトスワローズ   | .304 | 38     | 30   | NPB史上初の複数回（2年連続）達成。                  |
| 山田哲人   | 2018年 | 東京ヤクルトスワローズ   | .315 | 34     | 33   |                                                     |

### メジャーリーグベースボール
#概要節で述べたように、英語圏ではトリプルスリーという概念自体が普及していない。以下の一覧は"30-30クラブ"（30本塁打30盗塁達成者）のうち打率3割以上の成績を抜き出したものである。
| 名前                           | 年     | 球団                           | 打率 | 本塁打 | 盗塁 | 守備位置 |
| ------------------------------ | ------ | ------------------------------ | ---- | ------ | ---- | -------- |
| ケン・ウィリアムズ             | 1922年 | セントルイス・ブラウンズ       | .332 | 39     | 37   | 左翼手   |
| ウィリー・メイズ               | 1957年 | ニューヨーク・ジャイアンツ     | .333 | 35     | 38   | 中堅手   |
| ハンク・アーロン               | 1963年 | ミルウォーキー・ブレーブス     | .319 | 44     | 31   | 右翼手   |
| デール・マーフィー             | 1983年 | アトランタ・ブレーブス         | .302 | 36     | 30   | 中堅手   |
| ホセ・カンセコ                 | 1988年 | オークランド・アスレチックス   | .307 | 42     | 40   | 右翼手   |
| バリー・ボンズ                 | 1990年 | ピッツバーグ・パイレーツ       | .301 | 33     | 52   | 左翼手   |
| ロン・ガント                   | 1990年 | アトランタ・ブレーブス         | .303 | 32     | 33   | 中堅手   |
| バリー・ボンズ                 | 1992年 | ピッツバーグ・パイレーツ       | .311 | 34     | 39   | 左翼手   |
| バリー・ボンズ                 | 1996年 | サンフランシスコ・ジャイアンツ | .308 | 42     | 40   | 左翼手   |
| ダンテ・ビシェット             | 1996年 | コロラド・ロッキーズ           | .313 | 31     | 31   | 右翼手   |
| エリス・バークス               | 1996年 | コロラド・ロッキーズ           | .344 | 40     | 32   | 左翼手   |
| ラリー・ウォーカー             | 1997年 | コロラド・ロッキーズ           | .366 | 49     | 33   | 右翼手   |
| ラウル・モンデシー             | 1997年 | ロサンゼルス・ドジャース       | .310 | 30     | 32   | 右翼手   |
| アレックス・ロドリゲス         | 1998年 | シアトル・マリナーズ           | .310 | 42     | 46   | 遊撃手   |
| ジェフ・バグウェル             | 1999年 | ヒューストン・アストロズ       | .304 | 42     | 31   | 一塁手   |
| ブラディミール・ゲレーロ       | 2001年 | モントリオール・エクスポズ     | .307 | 34     | 37   | 右翼手   |
| ブラディミール・ゲレーロ       | 2002年 | モントリオール・エクスポズ     | .336 | 39     | 40   | 右翼手   |
| アルフォンソ・ソリアーノ       | 2002年 | ニューヨーク・ヤンキース       | .300 | 39     | 41   | 二塁手   |
| ボビー・アブレイユ             | 2004年 | フィラデルフィア・フィリーズ   | .301 | 30     | 40   | 右翼手   |
| デビッド・ライト               | 2007年 | ニューヨーク・メッツ           | .325 | 30     | 34   | 三塁手   |
| ハンリー・ラミレス             | 2008年 | フロリダ・マーリンズ           | .301 | 33     | 35   | 遊撃手   |
| ジャコビー・エルズベリー       | 2011年 | ボストン・レッドソックス       | .321 | 32     | 39   | 中堅手   |
| マット・ケンプ                 | 2011年 | ロサンゼルス・ドジャース       | .324 | 39     | 40   | 中堅手   |
| ライアン・ブラウン             | 2011年 | ミルウォーキー・ブルワーズ     | .332 | 33     | 33   | 左翼手   |
| マイク・トラウト               | 2012年 | ロサンゼルス・エンゼルス       | .326 | 30     | 49   | 中堅手   |
| ライアン・ブラウン             | 2012年 | ミルウォーキー・ブルワーズ     | .319 | 41     | 30   | 左翼手   |
| ムーキー・ベッツ               | 2018年 | ボストン・レッドソックス       | .346 | 32     | 30   | 右翼手   |
| クリスチャン・イエリッチ       | 2019年 | ミルウォーキー・ブルワーズ     | .329 | 44     | 30   | 右翼手   |
| ロナルド・アクーニャ・ジュニア | 2023年 | アトランタ・ブレーブス         | .337 | 41     | 73   | 右翼手   |
| 大谷翔平                       | 2024年 | ロサンゼルス・ドジャース       | .310 | 54     | 59   | 指名打者 |
| ボビー・ウィット・ジュニア     | 2024年 | カンザスシティ・ロイヤルズ     | .332 | 32     | 31   | 遊撃手   |

- 1人の達成最多回数は、バリー・ボンズの3回。

### 韓国プロ野球
| 名前                     | 年     | 球団                 | 打率 | 本塁打 | 盗塁 |
| ------------------------ | ------ | -------------------- | ---- | ------ | ---- |
| 李鍾範（イ・ジョンボム） | 1997年 | ヘテ・タイガース     | .324 | 30     | 64   |
| 李炳圭（イ・ビョンギュ） | 1999年 | LGツインズ           | .349 | 30     | 31   |
| ジェイ・デイビス         | 1999年 | ハンファ・イーグルス | .328 | 30     | 35   |
| 洪弦佑（ホン・ヒョヌ）   | 1999年 | ヘテ・タイガース     | .300 | 34     | 31   |
| 朴栽弘（パク・チェホン） | 2000年 | 現代ユニコーンズ     | .309 | 32     | 30   |
| エリック・テイムズ       | 2015年 | NCダイノス           | .381 | 47     | 40   |
| 金倒永（キム・ドヨン）   | 2024年 | 起亜タイガース       | .347 | 38     | 40   |

### 台湾プロ野球
- 林智勝（Lamigoモンキーズ・2015年）：打率.380、31本塁打、30盗塁[27]
  - 台湾球界初（2015年現在、唯一）のトリプルスリー達成者[27]。